# Ausind
L'Ausind S.p.A., abbreviazione di Ausiliari per l'Industria, è stata la controllata dell'Ausimont (gruppo Montedison) operante nel settore della produzione e della commercializzazione degli ausiliari chimici per l'industria.

## Storia

### Origini
Nacque ufficialmente nel 1982 e ricevette appunto in affitto, dalla stessa Ausimont, la gestione del settore delle resine, dei catalizzatori, degli idrosolfiti, dei silicati e della carbossimetilcellulosa. Nel 1985 la gestione di Ausind passerà, tramite la creazione della nuova società Ateca, dall'Ausimont alla Montedison.

### Il confluimento in Enimont
Quest'ultima, nel 1988, conferirà le attività della controllata Ausind alla neonata società Enimont (joint-venture tra Eni e Montedison). In seguito allo scandalo e al fallimento di quest'ultima (1991), le attività passeranno interamente sotto il controllo dell'EniChem.